# Massachusetts Mutual Life Insurance Company
Die Massachusetts Mutual Life Insurance Company, auch MassMutual, ist eine amerikanische Versicherungsgesellschaft, die weltweit fünf Millionen Kunden betreut. Das Unternehmen mit Hauptsitz in Springfield (Massachusetts) beschäftigt in den Vereinigten Staaten mehr als 7.000 und weltweit ca. 10.000 Mitarbeiter. Sie wurde im Jahre 1851 gegründet und gehört zu den traditionsreichsten und größten Versicherungen des Landes.
In der Fortune 500-Liste der umsatzstärksten amerikanischen Unternehmen belegte es 2019 den 84. Platz mit einem Umsatz von 39,267 Milliarden US-Dollar (USD) bei einem Gewinn von 398 Millionen USD. Die Bilanzsumme betrug 265,812 Milliarden USD.
Die Finanz- und Versicherungsprodukte von MassMutual umfassen Lebensversicherungen, Pflegeversicherungen, Invalidenrentenversicherungen, Altersvorsorgeleistungen und Rentenversicherungen.

## Geschichte
Das Unternehmen wurde 1851 von George W. Rice in Springfield mit einem Kapital von 100.000 Dollar gegründet. MassMutual war zuerst in Massachusetts aktiv und expandierte  im Laufe des Jahrhunderts über die gesamten Vereinigten Staaten. Das Unternehmen beschäftigte 400 Mitarbeiter, als die Versicherungssumme 1924 erstmals 1 Milliarde US-Dollar überschritt. MassMutual wurde zu einem letzten Ausweg für Menschen, die finanzielle Hilfe benötigen, als die Weltwirtschaftskrise die USA 1929 traf. Während die Weltwirtschaftskrise einen wirtschaftlichen Niedergang für das Land darstellte, konnte MassMutual neue Produkte und Dienstleistungen entwickeln.
Ende der 1960er Jahre begann sich das Geschäftsmodell erneut zu wandeln, als das Unternehmen begann in Geldmarktfonds zu investieren. 1969 überstieg die Bilanzsumme erstmals 4 Milliarden USD. 1981 führt MassMutual  erstmals Universal Life-Versicherung ein, zwei Jahre, nachdem sie zum ersten Mal in der Versicherungsbranche auftraten. Das Unternehmen wurde 1983 in vier Bereiche gegliedert: Einzelprodukte, Lebens- und Gesundheitsversicherung, Rentenversicherung und Kapitalanlage.
In den 1990er Jahren begann das Unternehmen sich weiter zu diversifizieren und verstärkte das Investmentgeschäft. 1990 erwarb das Unternehmen Oppenheimer Management als Teil seiner Strategie zur Diversifizierung des Fondsmanagements. 1993 gründete das Unternehmen eine Tochtergesellschaft, Concert Capital Management, um Pensionsfonds- und Stiftungsvermögen in Höhe von 52 Mio. USD zu verwalten. Um seine Position in der zunehmend umkämpften Branche zu festigen, stimmte MassMutual 1995 der Fusion mit Connecticut Mutual Life Insurance zu.  Die Transaktion wurde im folgenden Jahr abgeschlossen und schuf die fünftgrößte Lebensversicherungsgesellschaft in den USA.
Die Tremont Group Holdings, ein Tochterunternehmen von MassMutual, verlor bei dem Betrugsskandal um Bernard L. Madoff 2008 über 3 Milliarden USD.